# Ignacio Martínez Cárdenas
Ignacio Martínez Cárdenas (Bogotá, junio de 1908- íbidem, 8 de enero de 1960) fue un reconocido arquitecto e ingeniero colombiano, cofundador de la oficina Trujillo Gómez & Martínez Cárdenas, que en la primera mitad del siglo XX diseñó y construyó un gran número de edificios y residencias, principalmente en Bogotá, usando técnicas innovadoras e implementando el uso de estructuras de concreto reforzado y acero a gran escala por primera vez en el país. Era conocido por su gran estatura y cabeza prominente, lo que le valió el apodo de "Puntillón".

## Reseña biográfica
Nació en Bogotá en 1902, en el seno de una familia de origen payanés. Fue el tercero de once hermanos, hijo de Rafael Martínez Mosquera, doctor en derecho, y Helena Cárdenas Arboleda. Realizó su educación primaria en el Colegio de las Señoritas Navas y la secundaria en el Colegio de San Bartolomé, obteniendo su título de bachiller en 1921. Entre 1922 y 1927 cursó estudios en la Facultad de Matemáticas e Ingeniería de la Universidad Nacional de Colombia. En 1939, el Consejo Profesional Nacional de Ingeniería le expidió la matrícula No. 674, que lo facultó para ejercer como ingeniero y arquitecto
En 1936 contrajo matrimonio con Leonor Gómez Echeverri, con quien tuvo cuatro hijos: Arturo, María Leonor, Jorge Ignacio y José Luis Fernando Vicente Antonio Lázaro de la Santísima Trinidad, conocido simplemente como Luis Fernando.
En 1932, junto a Santiago Trujillo Gómez, fundó la firma Trujillo Gómez & Martínez Cárdenas Ltda., dedicada a la ingeniería civil y la arquitectura. Su liderazgo en la empresa permitió la realización de importantes proyectos de infraestructura y edificaciones emblemáticas en Bogotá. Tras el retiro de su socio en 1949, la firma cambió su razón social a Martínez Cárdenas & Cía. Ltda., con la incorporación de sus hermanos Hernando y José María. Esta empresa continuó operando hasta 1973, con la participación de sus hijos Arturo y Jorge Martínez Gómez.Era reconocido por su energía inagotable y su capacidad de liderazgo, cualidades que lo llevaron a ser el gestor visible de sus proyectos y a mantener una relación cercana con sus hermanos, tanto en lo personal como en lo laboral.
También participó en la fundación de la Sociedad Colombiana de Arquitectos en 1934 y desempeñó un papel clave en la creación de la Facultad de Arquitectura de la Pontificia Universidad Javeriana, donde fue el primer decano académico entre 1951 y 1953.
Ignacio Martínez Cárdenas falleció en 1960. Su obra ha sido objeto de investigaciones y exposiciones, como Bogotá Revelada 1932-1949, presentada en el Archivo de Bogotá para resaltar su impacto en la arquitectura colombiana.

## Obras destacadas
Ignacio Martínez Cárdenas trabajó en más de 400 proyectos arquitectónicos y de ingeniería en Colombia, destacándose en la modernización de la infraestructura urbana de Bogotá. Entre sus proyectos más relevantes se encuentran:
Edificios y rascacielos:

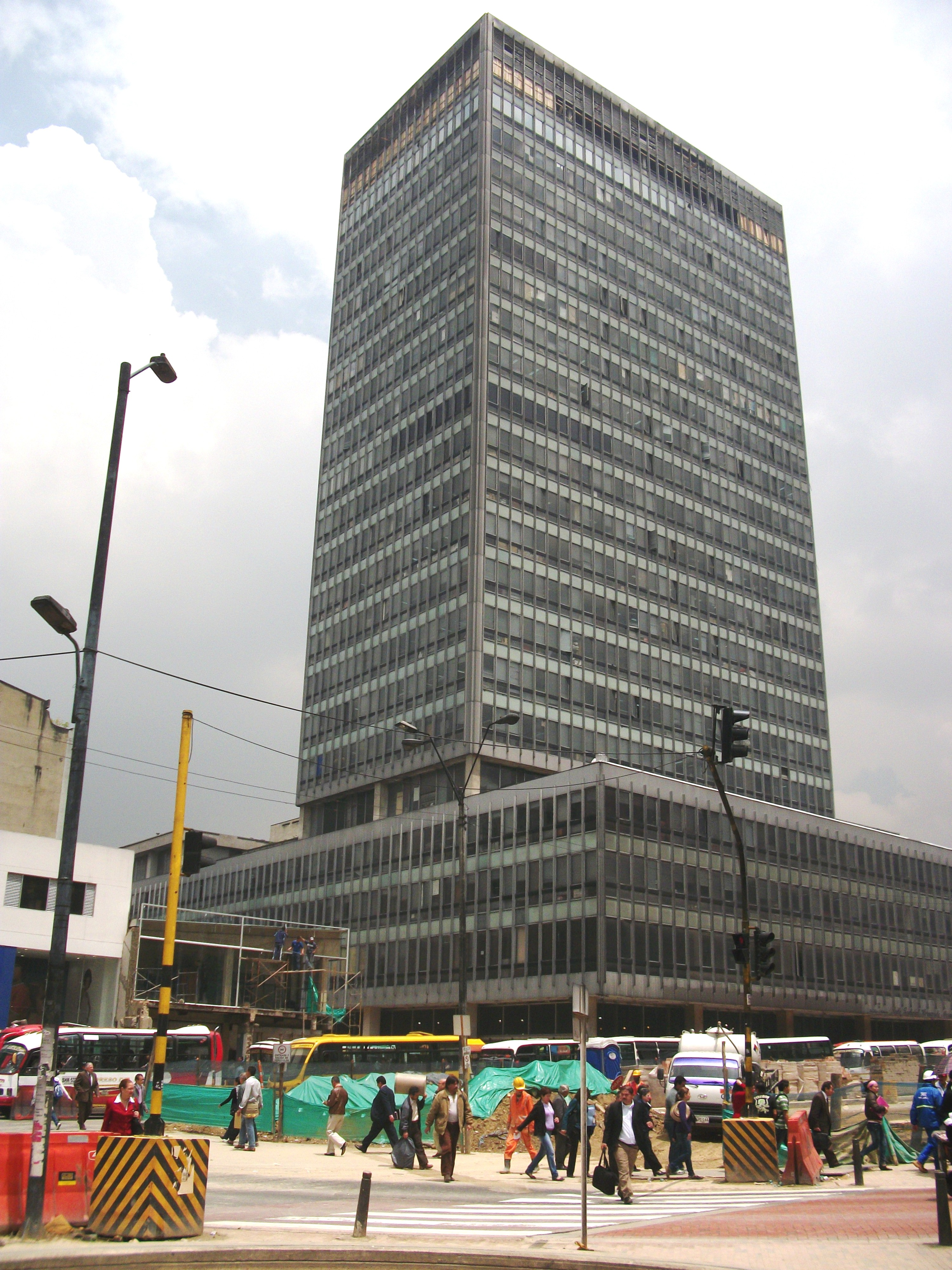
Edificio del Banco de Bogotá

- Edificio del Banco de Colombia (sede principal)
- Antiguo edificio del Banco de Bogotá
- Edificio de la Compañía Colombiana de Seguros.

- Edificio de la ESSO Colombia.

Arquitectura residencial:
- Residencias El Nogal

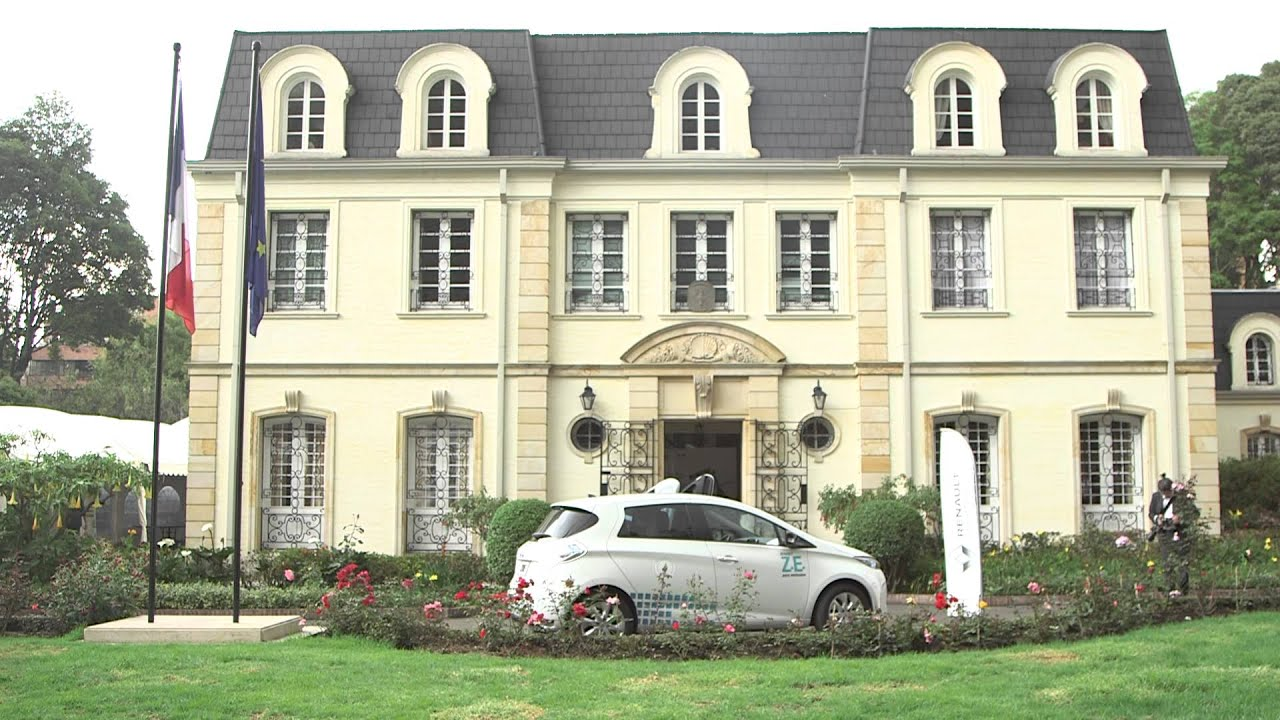
Casa de Philippe Duchamp, actualmente ocupada por la residencia de la Embajada de Francia en Colombia.

- Casa Philippe Duchamp (actual residencia de la Embajada de Francia en Colombia)
- Barrio Los Alcázares
- Múltiples residencias de estilo inglés en barrios como Quinta Camacho, La Merced, y Teusaquillo

Infraestructura pública:

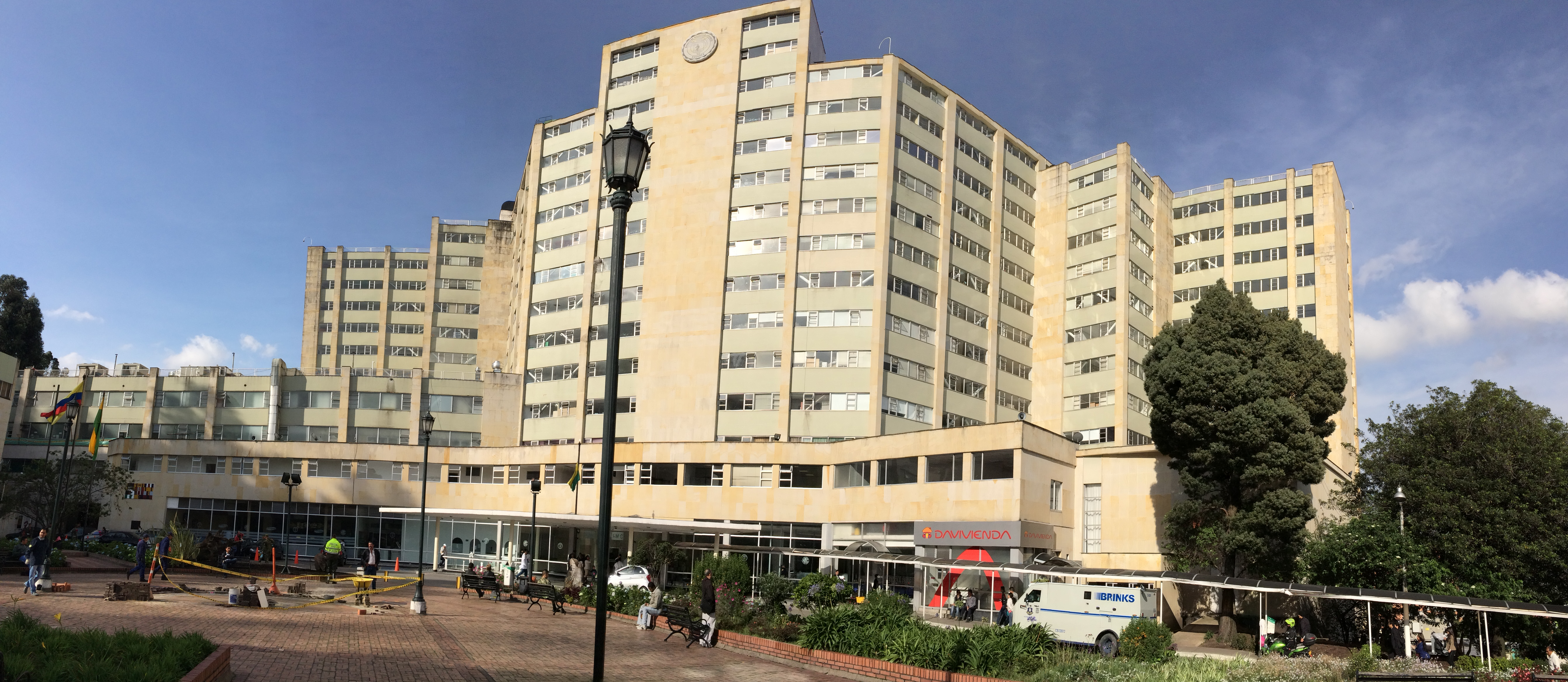
Hospital Militar Central

- Laboratorio Hidráulico de la Universidad Nacional
- Palacio de San Francisco (reforma tras el Bogotazo)
- Hospital Militar Central

Arquitectura cultural y educativa:
- Colegio San Bartolomé La Merced

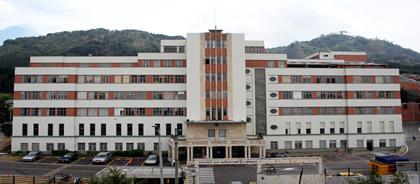
Colegio de San Bartolomé La Merced

- Parroquia Nuestra Señora del Perpetuo Socorro
- Salón de Cine Ariel

## Cine y archivo fílmico
Además de su labor arquitectónica, Martínez Cárdenas fue un cineasta aficionado. Filmó con su cámara de 16 mm la construcción de sus proyectos, la vida cotidiana de Bogotá y eventos familiares, generando un archivo de 84 rollos con aproximadamente nueve horas de filmación. Su archivo audiovisual ha sido recuperado y digitalizado como parte del Patrimonio Fílmico Colombiano, y se conserva en el Archivo de Bogotá.